# Hobbya stenonota
Hobbya stenonota är en stekelart som först beskrevs av Julius Theodor Christian Ratzeburg 1848.  Hobbya stenonota ingår i släktet Hobbya och familjen puppglanssteklar. Arten är reproducerande i Sverige. Inga underarter finns listade i Catalogue of Life.